# The Ruins Of The Lost Kingdom
『The Ruins Of The Lost Kingdom 』(略称：RoL)は、TOMOSHIBI.NET(灯 〜ともしび〜)がかつて制作していた3DアクションRPGである。

## 作品概要
灯が現在公開しているゲーム作品の中では第9作目に当たる。システム、グラフィック等が飛躍的に向上しており、灯曰く｢これまでの集大成｣に当たる作品ということである。
しかしながら、プログラマーの離脱、従来のデフォルメされたキャラクターデザインからの変更に加え、灯恒例となった未完結のまま次回作の製作開始、等プレイヤー側としてみれば手放しに「これまでの集大成」とは言い切れない点がある。
これは灯の作品について広く言えることだが、フリーゲームでありながら商用ゲームに肩を並べるほどの完成度を持つことで、このジャンルではVector等でも人気がある。発表後しばらくしてシェアウェアのパッチも発表されたため、純粋なフリーゲームとは言い難くなったが、その要素を抜きにしても他に類を見ないボリュームの作品であることは間違いない。
作者も明言している通りやりこみ度の高い作品であることも特徴である。
この作品以前には｢Ruinas｣という作品が存在した(つまり、このRuinasが第9作目となるはずであった)が、メインプログラマーが開発から離脱したためにプロジェクトは中止を余儀なくされ、そのリメイク版として新たに開発された作品が本作品である。したがってストーリーやシステムは同様のものであり、またRuinasのセーブデータを本作品に引き継ぐことも可能である。もっともRuinas自体は本作品のシナリオの2章に該当する部分までしか制作が進んでいなかったことから、現在ではオリジナルとなる要素の方が多い。
なお、本作品を土台として開発された作品に同サークルの第10作目『The Ruins Of The Lost Kingdom Online』(略称：RoLO)があるが、こちらは用語やキャラクターの類似以外に接点は無い。システムも大きく異なっている。
現在、RoLとRoLOの両ソフトウェアの「統合」作品として、『The Ruins Of The Lost Kingdom CHRONICLE』(略称：RoLC)が公開されている。ただし、
- システムはRoLOベースである
- ストーリーモードである「失われし王国編」はRoLのストーリーをある程度踏襲する予定であるとされるが、完全に同一ではない
  - 人物・世界設定も微妙に異なる
- RoLOのセーブデータが引き継ぎ可能であるのに対し、RoLのセーブデータを引き継ぐことができない
- 灯公式サイト上の旧RoLO紹介ページをそのままRoLC紹介ページとして改装しており、一方でRoL紹介ページには一切の告知もなく、最終更新当時のまま放置状態である

よって、実質的にはこれは「RoLOの大型アップデートに際してRoLの要素を移入した」ものにすぎず、本来のRoLの開発は未完のまま終了することが確定された。

## ゲームの目的
シナリオモードでは、ストーリーを進めながらボスを倒していく事が中心である。ストーリーに分岐はなく、選択的な要素もあまり無い。シナリオを進める上での細かな要素はフリーモードと同様。
フリーモードでは、キャラクターの育成と装備の強化、各種アイテムの収集が主な目的である。シナリオモードでストーリー上仲間にしたキャラクターの殆どはフリーモードでプレイヤーキャラクター(PC)として、シナリオモードでの主人公と同様に操作することができる。シナリオモードと異なる大きな要素としてはキャロドの迷宮、及びバトルアリーナがあり、それぞれアイテムの収集とAI編集を目的としている。

## ストーリー
二つの大国が互いの覇権をかけて争い、数多の小国が戦乱のさなかに消え去っていった時代…。
「竜心王」ラウレス王治めるサンベルナ王国が周辺諸国に平和を呼びかけるも、騎士国家リアンツ帝国と魔術国家ゼメア教国との抗争の前にはあまりにも儚い夢でしかなかった。
そんな時、一つの遺跡が発見されたのだった…。

## システム
ゲームのジャンルは3DアクションRPGであり、基本的にはキーボードやゲームパッドを用いたコマンド入力を主体とした操作である。操作対象のPCは3人称視点で右手に武器、左手に指輪を持ち、それぞれ物理攻撃、魔法攻撃を行うことができる。これらを組み合わせて敵を攻撃をする。武器の種類及び指輪の属性ごとに異なる通常攻撃と、多種のスキルの組み合わせによって非常に多彩かつ複雑な攻撃パターンが存在する。特に連続して次々に敵に攻撃を当てていくものはコンボとして扱われ、その組み合わせを考えることはこのゲームの大きな要素の一つである。
アクションゲームであるが、攻撃以外の空間的なアクション要素はあまりない。ジャンプは存在するがその利用法は限定的で、また基本的にゲーム内で3次元的な移動自体が殆ど要求されない。攻撃においては跳躍型のスキルがあったり、空中で発動するスキルのエフェクトが変化したりといった要素が存在する。また、PC以外の全てのキャラクター、モンスターはAIによって行動する。仲間のAIやバトルアリーナでのモンスターのAIは自由に編集することができ、これもこのゲームの大きな要素の一つである。
ゲーム内には数多くのアイテムが登場する。それらのアイテム、とりわけ装備品を収集することも主たる要素の一つである。非常に入手が困難なものも存在し、このゲームのやりこみ度の高さと大きく関係している。装備品には素材を合成することができ、それによって装備品を強化することもできる。また特定の素材を合成することで武器と指輪は精錬を行うことができ、精錬によって新しい装備品に作り変えることができる。
マップは全て3Dで、ダンジョンの他に宿屋や店もある。移動は主に足であるが、各所に様々なタイプのワープポイントがあり、目的に応じて使い分けている。
キャラクターに立ち絵などはなく、またあらゆるゲーム内の登場物はプレイ時、会話シーン時などで同じグラフィックを使用している。

## アイテム
大別すると装備品と素材であり、装備品は武器･指輪･防具に分けられる。更に武器は短剣･細剣･長剣･曲刀･刀･斧･鎚･杖･棍の9種類、指輪は鉱石(物理)型･宝石(魔法)型の2種類、防具は軽装備(服)･軽防具(軽鎧)･重防具(鎧)の3種類に分類されそれぞれ多くの種類がある。特にゲーム内でその名称が黄文字で表記されるものはユニーク装備と呼ばれ、特殊な入手方法でしか入手できない(キャロドの迷宮では全てが入手できることになっている)。一部のユニーク装備は非常に入手が困難または限定的である。また、存在のみが知られる装備品(カーズナイフなど)もある。
装備品には様々な能力値と能力補正値が与えられる。このうち材質値と基本パラメータ補正値に影響を与えることができるのが素材であり、これも多種の素材が存在する。素材ごとに影響できる値は決まっているが、その数値はランダムである。したがってより高い値を持つ素材を入手することがより強い装備品を作る要素である。

## モード
シナリオ
キャラクター毎のシナリオをプレイするモード。
現在序章、メインシナリオ、アレン編、シュナイン編が配布されている。アレン編、シュナイン編はシェアウェア。
フリー
シナリオからは独立した環境で、様々なクエストや遺跡調査、迷宮探索等を行う事が出来るモード。
仲間にしたキャラクターはここで成長させることができる。
ミッション
与えられた条件を満たす事でクリアとなるミッションを遊ぶモード。
マルチプレイ
複数人数で同時にプレイするモード（最大４人）。
基本的にはミッションと同じだが、敵の能力値が上昇している。
プラクティス
操作練習や今まで倒した事のある敵を相手にしてコンボの練習を行う事ができるモード。
レジストコンボの編集、記録はプラクティスでしか行えない。

### クラス
クラスとはそれぞれのキャラクター毎に与えられた職種のようなもの。

キャラクター毎に取れるクラスは決まっており、扱える武器、防具もクラスにより決まっている。しかし、どのクラスも指輪による魔法は使用可能。

また、武器、指輪に込められているスキルをいくつ使えるかもクラスによって異なる。（スキルについては後述）

各クラスに扱える武器を記述しているが、その後に書かれているレベル数（0～5）が使えるスキル数である。

0の場合はスキルは使えないが、通常攻撃は可能という事である。

ちなみに武器は短剣、細剣、長剣、曲刀、刀、斧、鎚、杖、棍の九種である。

#### 初期クラス
各キャラクターが最初から習得しているクラス。
ソルジャー（SOL）
戦場に生きる戦士のクラス。
剣系の武器を得意とし、魔法もそつなくこなす。
短剣Lv0　細剣Lv0　長剣Lv3　曲刀Lv3　刀Lv3　魔法Lv3
シーフ（THF）
素早い動きを特徴とする盗賊のクラス。
短剣、曲刀の扱いに長けるが魔法は低レベルのものしか扱えない。
短剣Lv5　細剣Lv4　長剣Lv0　曲刀Lv5　刀Lv1　魔法Lv1
ウォーリアー（WAR）
重量武器を得意とした重戦士のクラス。
高い攻撃力を持つ反面、魔法の取り扱いは極端に苦手。
長剣Lv0　曲刀Lv2　刀Lv3　斧Lv5　鎚Lv5　棍Lv3　魔法Lv0
ナイト（KNT）
礼節を重んじる誉れ高き騎士のクラス。
刃を有する武器を多数扱えるが、魔法の扱いは苦手。
短剣Lv3　細剣Lv3　長剣Lv3　曲刀Lv4　刀Lv0　斧Lv2　魔法Lv1
クレリック（CLC）
神に身を捧げる聖職者のクラス。
魔法だけでなく、杖や棍といった打撃系の武器も扱える。
細剣Lv0　鎚Lv3　杖Lv3　棍Lv3　魔法Lv4
メイジ（MAG）
魔道を歩みし魔道士のクラス。
高い魔法能力を誇るが武器の扱いは苦手。
短剣Lv2　杖Lv1　棍Lv0　魔法Lv5
エンチャンター（ENC）
敵を惑わせる幻術を操る幻術士のクラス。
短剣と魔法を得意とし、杖も扱う事が出来る。
短剣Lv4　杖Lv2　魔法Lv4

#### 上位クラス
遺跡各地に散らばるオベリスクを調べることでクラス習得クエストが発生する。

そのクエストをクリアすると上位クラスが習得できる。キャラによって習得できる上位クラスは決まっている。
ブレイブハート（BRV）
勇敢なる意志を持つ勇者のクラス。
剣術を得意とし、魔法もこなす。
必要初期クラスはソルジャー。
短剣Lv0　細剣Lv3　長剣Lv4　曲刀Lv2　刀Lv0　魔法Lv3
ハイランダー（HRD）
至高の頂に立つ戦士のクラス。
長剣を巧みに操り、魔法もこなす。
必要初期クラスはソルジャー。
短剣Lv0　細剣Lv2　長剣Lv5　曲刀Lv0　刀Lv2　魔法Lv3
アルケミスト（ALC）
創造と変化を司る錬金術士のクラス。
操るスキルはアイテムに働きかける特殊な物が多い。
必要初期クラスはシーフ、またはエンチャンター。
短剣Lv1　斧Lv3　鎚Lv4　杖Lv0　棍Lv4　魔法Lv2
フェンサー（FNC）
百練の技を繰り出す剣士のクラス。
短剣、細身剣といった軽い武器を得意とする。
必要初期クラスはシーフ、またはウォーリアー。
短剣Lv5　細剣Lv5　長剣Lv2　曲刀Lv1　刀Lv1　斧Lv1　魔法Lv1
ニンジャ（NIN）
闇に潜み敵を討つ忍者のクラス。
刀を自在に操り、中級の魔法も扱える。
必要初期クラスはシーフ、またはウォーリアー。
短剣Lv0　長剣Lv1　曲刀Lv2　刀Lv5　斧Lv1　魔法Lv3
ソードマスター（SDM）
剣の道を極めし剣士のクラス。
魔法は扱えないが、刀剣の扱いに長ける。
必要初期クラスはシーフ、またはウォーリアー。
短剣Lv1　細剣Lv2　長剣Lv5　曲刀Lv5　刀Lv4　斧Lv1　魔法Lv0
グラディエーター（GLD）
闘いにすべてを賭ける闘士のクラス。
鎚や棍といった打撃武器を卓越した腕力で操る。
必要初期クラスはウォーリアー、またはナイト。
長剣Lv0　曲刀Lv2　刀Lv2　斧Lv4　鎚Lv5　棍Lv5　魔法Lv0
ジェネラル（GRL）
鉄壁を誇る将軍のクラス。
幅広い武器を扱えるが魔法は苦手。
必要初期クラスはウォーリアー、またはナイト。
細剣Lv3　長剣Lv4　曲刀Lv1　刀Lv0　斧Lv4　鎚Lv3　棍Lv0　魔法Lv1
ウォーロック（WLK）
古の呪術を操る魔術士のクラス。
弱体魔法を得意とし、杖の扱いにも長けている。
必要初期クラスはクレリック、またはメイジ。
短剣Lv1　杖Lv5　魔法Lv4
セイント（SNT）
神に祝福されし聖人のクラス。
細身剣と指輪の取り扱いに卓越している。
必要初期クラスはクレリック、またはメイジ。
短剣Lv0　細剣Lv5　長剣Lv0　杖Lv1　魔法Lv4
ウィザード（WIZ）
魔道を極めし大魔道師のクラス。
メイジより更に高い魔力を誇る。
必要初期クラスはクレリック、またはメイジ。ただし、シェアウェアを導入していないと習得できない。
短剣Lv0　杖Lv3　棍Lv0　魔法Lv5
パラディン（PLD）
神の加護を得し聖騎士のクラス。
長剣と棍を得意とし結界を作り出す特殊な技を用い戦いを支援する。
必要初期クラスはウォーリアー、ナイト、クレリック、またはメイジ。ただし、シェアウェアを導入していないと習得できない。
細剣Lv1　長剣Lv5　曲刀Lv0　刀Lv0　鎚Lv1　棍Lv5　魔法Lv2
ドルイド（DRU）
魔を統べる業を持つ術士のクラス。
魔法の取り扱いに長けているが、武器による攻撃は苦手。
必要初期クラスはエンチャンター。
鎚Lv2　杖Lv0　棍Lv1　魔法Lv5

## 登場人物

### メインキャラクター
「紅焔の翼」フェルテス
メインシナリオの主人公。故サンベルナ王国将軍。サンベルナに仕えていたころは、その赤い髪から「紅焔の翼」と呼ばれ、「蒼銀の牙」カルと並び称されていた。
若く端整な顔立ちだが、口数は少ない。
サンベルナ王国滅亡後、自分の前から姿を消したカルを追ってアビスターナの遺跡にたどりつく。アビスターナでは「紅焔の翼」の二つ名は隠している。
四章にて親友であるカルと再会するが、彼のしようとしていることを知り、その行為を止める決意をする。
フェルテス以外のキャラクターでプレイした場合、無条件で仲間にできる。
「蒼銀の牙」カル
序章シナリオの主人公。故サンベルナ王国将軍にして王族。
父ラウレス王同様平和な世界を望むが、そのためにはリアンツ帝国を滅ぼすべきだと考えている。
サンベルナ王国滅亡後は意見の合わなくなった親友フェルテスの前から姿を消し、シュムやアンジェの力を借りて魔王の復活をもくろむ。
サンベルナ王国を滅亡させたリアンツ帝国と、同盟国でありながらそれを傍観していたゼメア教国を憎んでいる。
盗賊集団「幻竜団」を組織して、遺跡の封印を次々と破壊している。

### リアンツ帝国
広大な領地と多くの騎士団を背景に、世界統一を掲げる騎士国家。
リアンツ帝国のキャラクターを仲間にする場合、基本的にリアンツ帝国以外のキャラクターでは仲間にできない。
「不敗」のバスティン
リアンツ帝国将軍で、アビスターナでの指揮官。
反戦・平和路線であるが、多数の兵士を纏めることができる能力もある。戦争に対して批判的であり、皇帝に苦言を呈したためにアビスターナに飛ばされた。
サンベルナ王国が滅んだ際に帝国軍を指揮していたのはバスティンであり、そのことに対して負い目があるのかフェルテスには協力的。
「天稟」のミローゼ
リアンツ帝国将軍で帝国随一の剣の使い手。好戦的。
他国との協力などを望まず、排他的な考えをしており、自分に指揮権が移ればすぐに戦争を再開させるつもりでいる。
余計な争いを避けようとするバスティンには批判的。
「魔眼」のアヴェンス
リアンツ帝国将軍で、同国の兵が恐れるほど冷徹な人物。国民のために戦地に赴いているが、それを知る者は少ない。
ハンターギルドのジュオとも交流がある。
サンベルナ王国への侵攻には最後まで反対していた。
「無双」のラーム
リアンツ帝国将軍。その強さからゼメア教国から最も恐れられている将軍。
ゼメア教国との戦争の前線を指揮していたが、各地に現れ始めた魔物にゼメア軍共々撤退を余儀なくされ、アビスターナへ駆けつけた。
「漠砂の豹」イレーマ
ミュンガス王国王子だが、現在はリアンツ帝国に属している。フェルテス、カル、ジッダ、カジェロとは知り合い。
祖国に身を捧げ、己を捨てる生き方を選んだ。
自由奔放に生きるジッダを疎ましく思っている。
清廉なる騎士シュナイン
シュナイン編シナリオの主人公。リアンツ帝国の新米剣士。
己の騎士道を重んじ、弱い人々を救うために騎士を目指している。実力はあるが、帝国出身ではないため未だに騎士になれないでいる。
新米という立場上、帝国以外の人物とも普通に話せる。
シュナイン以外のキャラクターでプレイした場合、特定の条件を満たせば仲間にできるようになる。
「壊刃」のメル
リアンツ帝国騎士。異民族かつ女性だが剣の腕は確かで、ラームの副官をしている。
特定の条件を満たせば仲間にすることができる。
「一閃」のディトマン
リアンツ帝国騎士。指揮官としての能力も高い。シュナインに一目置いている。
特定の条件を満たせば仲間にできるようになる。
豪胆なバウマ
リアンツ帝国騎士。過去にミローゼと戦い左目を失うが、逆にその強さに惚れ込み、従軍することになった。
特定の条件を満たせば仲間にできるようになる。
臆病なリヴァン
リアンツ帝国騎士。剣の腕はいいのだが、臆病すぎるのが玉に瑕。
四章では本国との伝令役を果たした。
特定の条件を満たせば仲間にできるようになる。
「凶剣」のディーボ
リアンツ帝国騎士。実力は将軍にも劣らないといわれていたが、二章の冒頭で何者かに殺害される。
冷淡なリンス
リアンツ帝国騎士。実力がないため、より強い者に取り入ろうとする。自分より格下の者に対する態度は横柄。
高潔なドレアル
リアンツ帝国騎士。ディーボと共に何者かに殺害される。
苦労人のノイヴィ
リアンツ帝国騎士。ワイトハーレン城の番人。遺跡調査の仕事が来ないことを思い悩んでいる。
軟派なミヒャル
リアンツ帝国騎士。浮気性があり、国に関係なく女性に声をかけている。
弁明のラメロ
リアンツ帝国騎士。方向音痴でよく道に迷っており、それを見られるたびに何か言ってごまかす。
クラニィ
リアンツ帝国では珍しい女性騎士。
厳格なノボニー
聡明なイチェレス

### ゼメア教国
多くの民族を一つの宗教で束ね、高度な魔法技術を誇る宗教国家。
ゼメア教国のキャラクターを仲間にする場合、基本的にゼメア教国以外のキャラクターでは仲間にできない。
「光冠」のシェスティ
ゼメア教国師団長で、アビスターナでの指揮官。以前はジュカーロの副官だった。
物腰穏やかだが、ときには熱くなることもある。
五章で傷を負い、現在は宿舎のベッドに臥せっている。
「月輪」のジュカーロ
元ゼメア教国師団長で、「三光」の一人。「紅き英雄王」と共に戦ったとされる人物。フェルテス、カルとも面識がある。
サンベルナ王国と手を組んでリアンツ帝国を説得するべきだと教皇に進言していたが、王国の滅亡を止められなかった自分を悔い、教国を去った。
教国を去ったのちは「雑識者」ルシーノとしてエルオの元に世話になっていた。エルオの面倒を見ていたようだが、実際は逆らしい。
平和な世界を望み、その象徴である「オルドラド王国の伝説」について研究している。魔影衆とも関わりがある。
素性が明かされてからは再びゼメア教国に戻り、ハンター・リアンツ・ゼメアの同盟に尽力する。
本作の旧作「Ruinas」はこの人物の手記に書かれた物語である。
「星芒」のルヴォン
ゼメア教国枢機卿で、「三光」の一人。ゼメアの中でも特に反リアンツ帝国の傾向が強い。
狡猾で、現在は教皇の座を狙っている。禁忌とされている「錬成術」の研究をしている。
五章で自らを触媒に錬成術を使い獣人化するもフェルテスに倒される。
「百術」のアデロ
ルヴォンの副官。上官のルヴォンすら利用し、自らの研究を行っている。
フェルテスとは面識があるようだが詳しいことは不明。
世渡り上手。
明達なファビロ
シェスティの補佐官だが、実はルヴォン側のスパイ。五章でルヴォンを封印の間へ行かせ、フェルテスらと戦うも敗北する。
誠実なマウロージ
ゼメア教国魔導師団兵。何事にも誠実に取り組むため、周りからの評価も高く、信頼も厚い。
公にはしていないがフィリンの弟。
特定の条件を満たせば仲間にできるようになる。
「精霊憑き」のフィリン
ゼメア教国召喚師団長。
初めて召喚した精霊がティノであり、それ以来ずっと連れている。
男性に対する免疫があまりないらしい。シェスティを慕っている。
公にはしていないがマウロージの姉。
「精霊」ティノ
フィリンに召喚された精霊。いたずら好き。
フィリンを慕っており、召喚されて以来ずっとそばにいる。
リスティのことは嫌いではないが、話についていけず困っている。
無謀なアレスタ
ゼメア教国魔導師団員。
風雲一派に故郷を襲撃され、その復讐のために彼らを追っている。
普段はだらしない恰好でサボりの常習犯。リスティにちょっかいを出して髪を全部燃やされたことがある。同郷のラッツィとは相思相愛だと思っている。
特定の条件を満たせば仲間にできるようになる。
温和なラッツィ
ゼメア教国魔導師団員。
いつもリスティと世間話をしている。ちなみに世間話の内容はかなり豊富。
アレスタとは唯の幼馴染で、それ以上の感情は全くない。
特定の条件を満たせば仲間にできるようになる。
お喋りなリスティ
ゼメア教国魔導師団員。かなりの美人で、魔導師団の中でも屈指の魔力を持つ。その美貌を生かし、数々の男性からプレゼントをもらっている。
いつもはラッツィと一緒に世間話をしているが、彼女がいない時はティノを相手にしている。
ルヴォンがいてもいつもと変わらない調子でいられる豪胆な一面も。
特定の条件を満たせば仲間にできるようになる。
「冥府の梟雄」ルカロッタ
ゼメア教国師団長。魔法国家のゼメア教国に属しながらも、剣の達人として知られる。その腕前はリアンツ帝国将軍にも引けを取らないらしい。
アルレナの民討伐隊の隊長で、現在も民の生き残りを追っている。
陰気なルナルディ
ゼメア教国魔人討伐隊員。ルカロッタの部下。陰気な割に感情的になる面もある。
「氷葬」のテフィオ
ゼメア教国魔導師団員。リアンツ帝国は元より、ハンターに対しても冷たい態度をとる。
術士ながらも体術も得意とする。
特定の条件を満たせば仲間にできるようになる。
寡黙なアルロ
頑固なテオラーリ
繊細なアンジーニ
親切なジェトゥ

### サンベルナ王国
シージャ
故サンベルナ王国王女。カルの妹で、フェルテスとの付き合いは長い。
フェルテスに対して恋心を抱いていたようだが、リアンツ帝国のサンベルナ襲撃によってラウレス王ともども殺される。
心から世界の平和を望んでおり、今でもフェルテスの心の支えである。
「竜心王」ラウレス
故サンベルナ王国国王。カルとシージャの父。
周辺諸国に平和を呼びかけ、世界を平和へと導いていたさなかにリアンツ帝国の急襲を受けて殺された。

### その他の組織

#### ハンターギルド
「狼皇」ジュオ
ハンターギルドのマスター。その実力と功績からリアンツ帝国将軍やゼメア師団長とも対等に話せる。
ギルド管轄地域への入場許可をくれる。
「百里眼」のエルオ
幼いながらもアビスターナでもっとも有名な情報屋。
ハンターギルドに顧客が多いようである。情に弱く、そのせいで損をすることが多いようである。戦争孤児だったという過去を持つ。
三章の最後にリュベリと骸団に攫われるが、四章でカルに助けられる。
「雑識者」ルシーノ
エルオの情報屋に住む知識豊富な男性。
アビスターナを訪れたフェルテスに何かと協力する。
正体は元ゼメア教国「三光」の一人、「月輪」のジュカーロ。
怪力のハビル
エルオの部下で、主にエルオの護衛をしている。言葉遣いはたどたどしいが、その腕力は一級品。
特定の条件を満たせば仲間にできるようになる。
調子者のダニル
エルオの部下で主に情報集めをしている。一応ハンターなので店の門番などもしている。
失敗が多く、よくエルオに怒られている。
特定の条件を満たせば仲間にできるようになる。
「雪原の獅子」ジッダ
モンスターハンター。ザスラウ王国の王子だったが、自由な生活を望み、国を出た。
フェルテス、カル、イレーマとは知り合い。強い魔物と戦うスリルがたまらないらしい。
うっかりリスティにフェルテスの正体を話してしまった。
「鎌鼬」のカジェロ
ジッダに付き従うモンスターハンター。フェルテス、カル、イレーマとは知り合い。
ジッダのせいで気苦労が絶えない。
「碧天の鷹」ルナン
フェルテスがドラゴンと戦闘中に現れるハンター。フェルテスの正体をすぐに見抜いた。リセル、エミンの姉妹とは知り合い。常に煙草を吸っている。
六章で骸団にエミンを人質に取られ、フェルテスと戦うことになったが、手加減してわざとフェルテスを勝たせた。現在は宿屋で休養中。
「舞刃」のリセル
賞金がかかっていれば、対象を問わず手あたりしだいに狩るハンター。エミンの姉で、ルナンとは旧知の中。
ハンターの中でも指折りの実力を持つ。
特定の条件を満たせば仲間にできるようになる。
「聖愛」のエミン
リセルの妹。ルナンを追ってアビスターナを訪れた。
常人にはない高い治癒能力があり、それが原因でヴェベドに攫われた。
特定の条件を満たせば仲間にできるようになる。
能天気なルビ
酒場でアルバイトをしているハンター。ハンターとしての腕はかなりのものらしく、破格の給料で雇われている。
酒場の仕事が忙しく、なかなか休憩が取れないらしい。
特定の条件を満たせば仲間にできるようになる。
「夢幻」のディミート
主に遺跡調査を行うハンター。バトルアリーナの情報管理も行っている。
敵を煙に巻く戦法を好む。
特定の条件を満たせば仲間にできるようになる。
世話好きのガンツェ
戦闘のアドバイスをしてくれる。初心者を指導することで尊敬されたいようだ。
無条件で仲間にすることが可能。
読心のオルラン
オルドラドについて研究している人物。盲目だがその動きはそれを感じさせない。
特定の条件を満たせば仲間にできるようになる。
博学のキリサス
研究のためにアビスターナを訪れた錬金術師。魔人の持つ硬貨や爆弾の研究をしている。
特定の条件を満たせば仲間にできるようになる。
「旋斧」のジウバ
イヴァリーの塔の番をしているハンター。
特定の条件を満たせば仲間にできるようになる。
探究者マクス
キャロドの迷宮の説明をしてくれるハンター。調査過程そのものを好み、あらゆる遺跡を調査している。
特定の条件を満たせば仲間にできるようになる。
「紅蓮」のダレン
討伐を主に行うハンター。
真っ赤な髪をリーゼントに固めており、素行も相まって「愚連」とも呼ばれる。
特定の条件を満たせば仲間にできるようになる。
「闘鬼」デルガ
骸団を追ってきた盗賊狩り専門のハンター。以前はモンスターハンターとして名を馳せていた。
赤と青に塗り分けたフェイスペイントが特徴。
部下であるファロガ、ヴェーロを常に引き連れている。
特定の条件を満たせば仲間にできるようになる。
「赤鬼」ヴェーロ
「青鬼」ファロガ
二人ともデルガの部下。ヴェーロは主要キャラについて、ファロガは盗賊団について教えてくれる。
探訪の戦士ファルサー
何かに怯えた様子を見せるハンター。魔人化したニスティの兄に似ているが詳細は不明。

#### 幻竜団
「蒼銀の牙」カルが組織した集団。多くの盗賊団を傘下に収めて拡大を続けている。
「幽界の囁き」アンジェ
カルに付き従う黒髪の女性。彼がオルドラド王国史を調べるきっかけを作った。
サンベルナ王国が滅びた後にフェルテス達が住んでいた村にカルが連れてきた。それ以前の素性などは全く不明。
「幻妖」のシュム
カルに付き従う剣士。独特の美学を持っているようである。
刀身が枝分かれした長剣を扱う。
「爆塵」のルガド
元サンベルナ王国騎士で、「幻竜団」の頭領。
カルを崇拝しており、常に彼のそばにいたフェルテスを疎ましく思っていた。
フェルテスに突っかかることが多かったが、そのどれもが返り討ちに終わっている。
七章にて、タンドリッジ深部にてフェルテスと対峙し、敗北。最期はカルの名を呼びながら息絶える。
グティス
ラルボ
アベルダ
三人とも元サンベルナ王国近衛師団兵。
サンベルナ再興を目論み、フェルテスの説得を試みるも逆にラウレス王の意志を説かれ、3人がかりでフェルテスに挑むが返り討ちにあい撤退する。
その後の七章にて、タンドリッジ深部にてルガトと共にフェルテスと再戦し、敗死する。
「毒牙」のラバシュ
元「大蛇団」頭領。ディーボを殺した者を恐れ、「幻竜団」傘下に入った。
「魔影衆」を引き入れる為の使者の任を与えられていた。
ルジャラ
伝説の盗賊で元「百弧団」の頭領。行方不明になる。

#### 魔影衆
アルレナの民という民族から構成される集団。主にゼメア教国を相手にしている。メンバーは普段ハンターギルドのハンターとして活動している。
「天啓」のデルファ
魔影衆のリーダー的存在。戦争を嘆く哲学者風の人物。
ゼメアへの復讐を計りながらもその生き様に疑問を抱いている。
ラウレス王の意志を継ぐフェルテスや確執がありながら互いを受け入れたアレンとニスティ等に感化され、以後残り少ない時間をアルレナの血の解明に注ぐことを誓う。
ニスティの兄とは友人同士。
「鉄槌」のベルフ
口が悪く、よくデルファに窘められている。
魔人の血が覚醒しかけていたため、デルファによって封印された。
「剛斧」のゼンデ
ベルフとは腐れ縁。
特定の条件を満たせば仲間にできるようになる。ただし、ゼメア教国所属のキャラクターでは仲間にできない。
修練のティンガ
訓練所の説明をしてくれる戦士。
地学士ホルス
鍛冶屋の奥で地図を作っている学者。

#### 骸団
「死神」ヴェベド
骸団の頭領。
何者かに斬られ、倒れていたところをエミンに助けられるが、そのままエミンをアジトに攫った。
六章にてフェルテスとリセルに倒され、現在は牢屋の中。

#### 風雲一派
「雷鳴」のラーショ
元「風雲一派」頭領だが、シュナイン編で捕まり、現在は牢屋の中。
ディーボ殺害事件以来何かに怯えている。
「疾風」のリュベリ
元ハンターで「風雲一派」頭領。何者かの依頼でフェルテスを狙うが返り討ちにあう。
四章でカルに殺害された。
ルーチェ
自らを盗賊と名乗る謎の人物。「風雲一派」に在籍していたが、捕まったアレスタを救出し、姿を消した。

### アビスターナ住民
「霞」のロアール
酒場の店主でクエストの受付をしている。実は伝説と謳われるほどのトレジャーハンター。
名工ベルロス
鍛冶屋。アイテムの合成から武器の修理、精錬まで出来る凄腕の仕事人。
世渡り上手なベッチ
鍛冶屋のすぐそばで商売をする商人。曰く、「鍛冶屋に用のある人が売り買いしてくれるので儲かる」そうだ。
魔物博士リオバ
ハイクラスモンスターの出現地点の情報を教えてくれる。非常事態に弱いようだ。
「千剣」ロジーニ
商店で武器と防具を売っている。
「調合士」レナ
商店で指輪とアイテムを売っている。普段は着られないが白い服が好き。
練成士ルオ
商店で強化素材を研究している人物。
彼に精錬用アイテムを渡していくと、店の品揃えがよくなっていく。いらないアイテムに対する態度は結構冷たい。
「剣聖」ロド
訓練所にいる剣豪。現在は引退しているが、見込みのある者には戦技を伝授している。
おてんばマティア
何かを探してアビスターナを訪れた少女。宿屋の店主レックとは知り合いである模様。
四章からスキルと魔法を販売してくれるようになる。
働き者のレック
宿屋の店主。
至智のサンラーリ
遺跡や国について研究をしている人物。
争いの絶えない世界を嘆いており、その嘆きが深すぎるのかやや危険な思想を持っている。

### 無所属（所属不明）
流転の魔導師アレン
アレン編シナリオの主人公。元ゼメア教国魔戦師団員で、アルレナの民掃討部隊の一員。
しかし、掃討作戦の開始前に姿を消した。
アレン以外のキャラクターでプレイした場合、特定の条件を満たせば仲間にできるようになる。
ニスティ
アルレナの民の生き残り。魔影衆には属していない。兄を捜してアビスターナに訪れた。
魔人の血が覚醒した者を何人も見ているため、自分が覚醒したときに死ぬ覚悟をしている。
旅の同好者であるアレンに迷惑をかけまいとしている。
魔人の血が覚醒しかけていたため、アレンによって封印された。
「漆黒の隻影」シェラド
魔王とアビスターナの封印を守護する剣士。「聖王」イルウェンの末裔。
カルを危険人物と考え、カルと同調しそうなフェルテスを遺跡から遠ざけようとした。
「亡失」のアシュル
記憶を失った青年。何が目的でアビスターナに訪れたのか詳しいことは不明。

### 魔徒
魔王ダヴィゼ
遺跡の城内に封印されていた魔王。遺跡内に出没するモンスター達の親玉。
戦闘は二回に分けて行われ、一回目は身の丈は人の二倍以上はあろうかという巨大なモンスターの姿で登場する。ちなみにこのときは特殊なスキルを使わなければ攻撃が当たらない。
二回目は三頭のモンスターとなるが、このときはあまりにも巨大すぎてフェルテスには上半身しか見えていなかった。
死闘の末になんとか再封印に成功する。
全モンスター中なぜかモンスター図鑑には登録されていない。（七章現在）
魔徒シルヴィル
魔徒リヴィエラ
魔徒ビアルテズ
魔徒ウィリョル
遺跡の各地に石像となって封印されていた魔徒。
リヴィエラは風、ビアルテズは火、ウィリョルは水属性の技を使ってくる。シルヴィルの属性は不明。
また、先の三体は戦闘が二回行われ、一回目の姿はシルヴィルも同様に左右に二枚の羽と頭に二本の角を持つ魔人。
二回目は覚醒し、関節にそれぞれの属性の物質が挟まれ、頭部も属性の物質に置き換わった魔人。シルヴィルは二回目の戦闘前にジュカーロに消滅させられたため覚醒状態があるか不明。